# Licania megalophylla
Licania megalophylla är en tvåhjärtbladig växtart som beskrevs av Ghillean `Iain' Tolmie Prance. Licania megalophylla ingår i släktet Licania och familjen Chrysobalanaceae. IUCN kategoriserar arten globalt som starkt hotad. Inga underarter finns listade i Catalogue of Life.